# Лесная Поляна (Курганская область)
Лесная Поляна — деревня в Щучанском районе Курганской области. До преобразования в январе 2022 года муниципального района в муниципальный округ входила в Сухоборский сельсовет.

## История
В 1964 году Указом Президиума ВС РСФСР деревня Никитино переименована Лесную Поляну.

## Население
| 1989 | 2002 | 2010 |
| ---- | ---- | ---- |
| 345  | ↘96  | ↘58  |